# (189000) Alfredkubin
(189000) Alfredkubin est un astéroïde de la ceinture principale.

## Description
(189000) Alfredkubin est un astéroïde de la ceinture principale. Il fut découvert le 9 mai 2008 à Gaisberg par Richard Gierlinger. Il présente une orbite caractérisée par un demi-grand axe de 2,36 UA, une excentricité de 0,15 et une inclinaison de 1,7° par rapport à l'écliptique.

## Compléments